# Bucovăţ
Bucovăţ es una comuna ubicada en el distrito de Dolj, Rumania.

## Superficie
Posee una superficie de 82,64 kilómetros cuadrados.

## Demografía
Hasta 2021 la población era de 4011 habitantes, con una densidad de población de 48,54 habitantes por kilómetro cuadrado.